# Arthur Malet
Pour les articles homonymes, voir Malet.
Arthur Malet est un acteur américano-britannique, né le 24 septembre 1927 à Lee-on-the-Solent (Angleterre) et mort le 18 mai 2013 à Vigeois (Corrèze).

## Biographie
Arthur Malet naît le 24 septembre 1927 à Lee-on-the-Solent, dans le Hampshire, en Angleterre.
Il meurt le 18 mai 2013 en France, à Vigeois (Corrèze), à l'âge de 85 ans.

## Filmographie

### Cinéma
- 1962 : Convicts 4 de Millard Kaufman : le gérant du magasin
- 1963 : The Man from Galveston : Barney
- 1964 : Mary Poppins : Mr. Dawes, Jr.
- 1965 : Un caïd (King Rat) de Bryan Forbes :  le sergent Blakeley
- 1966 : Frankenstein et les Faux-monnayeurs (Munster, Go Home) : Alfie
- 1966 : Lieutenant Robinson Crusoé (Lt. Robin Crusoe, U.S.N.) : l'homme au parapluie
- 1966 : Les Plaisirs de Pénélope (Penelope) : le major Higgins
- 1967 : L'Honorable Griffin (The Adventures of Bullwhip Griffin) : Chinese food eater
- 1967 : Dans la chaleur de la nuit (In the Heat of the Night) : Ted Ulam
- 1971 : Point limite zéro (Vanishing Point) : l'auto-stoppeur n°2
- 1971 : L'Apprentie sorcière (Bedknobs and Broomsticks) : Mr. Widdenfield
- 1972 : La Poussière, la Sueur et la Poudre (The Culpepper Cattle Co.) : le docteur
- 1973 : Ace Eli and Rodger of the Skies de John Erman : frère Watson
- 1974 : Frankenstein Junior (Young Frankenstein) : un ancien du village
- 1978 : Le ciel peut attendre (Heaven Can Wait) : Everett
- 1978 : La Nuit des masques (Halloween) : le gardien du cimetière
- 1981 : Savage Harvest : MacGruder
- 1982 : Brisby et le Secret de NIMH (The Secret of NIMH) : Mr. Ages (voix)
- 1984 : Oh, God! You Devil! de Paul Bogart : l'interne
- 1984 : Haut les flingues ! (City Heat) : Doc Loomis
- 1985 : Taram et le Chaudron magique (The Black Cauldron) de Ted Berman et Richard Rich : le roi Eidilleg (voix)
- 1989 : Trois lits pour un célibataire (Worth Winning) : le poinçonneur
- 1990 : Le Rocher de l'Apocalypse (The Runestone) : Stoddard
- 1990 : Dick Tracy : le patron du restaurant
- 1991 : Dar l'invincible 2 (Beastmaster 2: Through the Portal of Time) : Wendel
- 1991 : Hook ou la Revanche du capitaine Crochet (Hook) : Tootles
- 1992 : Toys : Owen Owens
- 1995 : La Petite princesse (A Little Princess) : Charles Randolph
- 1997 : Anastasia : un voyageur / le majordome (voix)
- 1998 : La Légende de Brisby (The Secret of NIMH 2: Timmy to the Rescue) (vidéo) : Mr. Ages (voix)

### Télévision

#### Téléfilms
- 1967 : The Scorpio Letters : Hinton
- 1971 : Prenez mon nom, ma femme, mon héritage (Do You Take This Stranger?) : le veilleur de nuit
- 1972 : Le Chien des Baskerville (The Hound of the Baskervilles) : Higgins
- 1973 : The Blue Knight (en) de Robert Butler
- 1975 : Target Risk : le cireur de chaussures
- 1978 : The Gift of Love : le présentateur du bal
- 1979 : Disaster on the Coastliner (en) : le conducteur
- 1982 : Hotline : Hooten
- 1988 : Addicted to His Love : Mr. Mayhew
- 1989 : Peter Gunn de Blake Edwards : Willie
- 1992 : Un sosie dangereux (Double Edge) de Steve Stafford
- 1992 : Détective de père en fille (en) (Stormy Weathers) de Will Mackenzie : Pidge

#### Séries télévisées
- 1965 : Les Mystères de l'Ouest (The Wild Wild West), épisode La Nuit des automates (1.16) de Lee H. Katzin : Dr. Meyer
- 1965 : Gallegher , ép. 2 : Sir James
- 1967 : Les Mystères de l'Ouest, La Nuit du cirque de la mort (3.9) d'Irving J. Moore : Doc Keyno
- 1968 : Les Mystères de l'Ouest, La Nuit du Janus (4.18) d'Irving J. Moore : le professeur Montague
- 1969 : Le Virginien, épisode Journey to Scathelock (8.12) : le veilleur de nuit
- 1972 : Columbo, épisode S.O.S. Scotland Yard (2.4) : Fenwick
- 1984-1985 : Capitol : Hal Dayton
- 1986-1987 : Une vraie vie de rêve (Easy Street) : Bobby
- 1992 : Santa Barbara : le juge Shorter
- 1993 : Un drôle de shérif, épisode Strangers (2.8) : Dr. Vernon Leaky
- 1997 : Cooper et nous (Hangin' with Mr. Cooper), épisode The Dnace (5.6) : l'homme devant le City Ballet